# Rocío Gamonal Ferrera
Rocío Gamonal Ferrera (Oviedo, 25 de febrer de 1979) és una ciclista espanyola. Especialitzada en el ciclocròs i ciclisme de muntanya. Ha guanyat els campionats d'Espanya, en ambdues categories diversos cops.

## Palmarès en ciclocròs
- 1999-2000
  -  Campiona d'Espanya en ciclocròs
- 2000-2001
  -  Campiona d'Espanya sub-23 en ciclocròs
- 2006-2007
  -  Campiona d'Espanya en ciclocròs
- 2008-2009
  -  Campiona d'Espanya en ciclocròs
- 2009-2010
  -  Campiona d'Espanya en ciclocròs
- 2013-2014
  - 1a al Ciclocròs de Laudio
- 2014-2015
  -  Campiona d'Espanya en ciclocròs

## Palmarès en ciclisme de muntanya
- 2005
  -  Campiona del món en Camp a través per relleus (amb José Antonio Hermida, Oliver Avilés i Rubén Ruzafa)
- 2007
  -  Campiona d'Espanya en Camp a través
- 2011
  -  Campiona d'Espanya en Camp a través
- 2016
  -  Campiona d'Espanya en Camp a través
- 2007
  -  Campiona d'Espanya en Camp a través

## Palmarès en ruta
- 2001
  - 1a a la Copa d'Espanya sub-23